# Джеймс Грінхелг
Джеймс Грінхелг (англ. James Greenhalgh; нар. 19 лютого 1975) — колишній новозеландський тенісист.
Найвищу одиночну позицію світового рейтингу — 327 місце досяг 14 серпня 1995, парну — 89 місце — 26 квітня 1999 року.
Здобув 1 парний титул.

## Юніорські фінали турнірів Великого шолома

### Парний розряд: 2 (2 перемоги)
| Результат | Рік  | Турнір                               | Покриття | Партнер      | Суперники                   | Рахунок       |
| --------- | ---- | ------------------------------------ | -------- | ------------ | --------------------------- | ------------- |
| Перемога  | 1993 | Відкритий чемпіонат Франції з тенісу | Ґрунт    | Стівен Даунс | Невілл Годвін Гарет Вільямс | 6–1, 6–1      |
| Перемога  | 1993 | Вімблдонський турнір                 | Трава    | Стівен Даунс | Невілл Годвін Гарет Вільямс | 6–7, 7–6, 7–5 |

## Фінали турнірів ATP за кар'єру

### Парний розряд: 1 (1 перемога)
| Легенда                         |
| ------------------------------- |
| Турніри Великого шлема (0–0)    |
| Фінали Світового туру ATP (0–0) |
| Серія Мастерс ATP (0–0)         |
| Серія турнірів ATP (0–0)        |
| Світова серія ATP (1–0)         |

| Фінали за покриттям |
| ------------------- |
| Тверде (1–0)        |
| Ґрунт (0–0)         |
| Трава (0–0)         |
| Килим (0–0)         |

| Фінали за типом корту |
| --------------------- |
| Відкритий корт (1–0)  |
| Закритий корт (0–0)   |

| Результат | В-П | Дата     | Турнір           | Рівень           | Покриття | Партнер      | Суперники                | Рахунок |
| --------- | --- | -------- | ---------------- | ---------------- | -------- | ------------ | ------------------------ | ------- |
| Перемога  | 1–0 | Кві 1999 | Гонконг, Гонконг | Серія Інтернешнл | Тверде   | Грант Сілкок | Андре Агассі Девід Вітон | без гри |

## Фінали ATP Челленджер і ITF Ф'ючерс

### Парний розряд: 6 (3–3)
| Легенда              |
| -------------------- |
| ATP Челленджер (2–1) |
| ITF Ф'ючерс (1–2)    |

| Фінали за покриттям |
| ------------------- |
| Тверде (0–1)        |
| Ґрунт (3–2)         |
| Трава (0–0)         |
| Килим (0–0)         |

| Результат | В-П | Дата     | Турнір                        | Рівень     | Покриття | Партнер         | Суперники                              | Рахунок       |
| --------- | --- | -------- | ----------------------------- | ---------- | -------- | --------------- | -------------------------------------- | ------------- |
| Поразка   | 0–1 | Бер 1998 | Японія F1, Префектура Ісікава | Ф'ючерс    | Ґрунт    | Ендрю Пейнтер   | Тодд Мерінґофф Ендрю Рюб               | 4–6, 2–6      |
| Перемога  | 1–1 | Тра 1998 | Німеччина F7, Аугсбург        | Ф'ючерс    | Ґрунт    | Саша Бандерманн | Мартейн Белґравер Мартін Веркерк       | 6–3, 6–7, 6–1 |
| Перемога  | 2–1 | Сер 1998 | Сопот (Польща), Польща        | Челленджер | Ґрунт    | Ненад Зімоньїч  | Олександр Швець (тенісист) Милен Велев | 6–1, 6–3      |
| Перемога  | 3–1 | Сер 1998 | Варшава, Польща               | Челленджер | Ґрунт    | Ненад Зімоньїч  | Алі Хамадех Юган Ландсберг             | без гри       |
| Поразка   | 3–2 | Лип 1999 | Схевенінген, Нідерланди       | Челленджер | Ґрунт    | Паул Роснер     | Еял Ран Том Ванхудт                    | 4–6, 4–6      |
| Поразка   | 3–3 | Кві 2000 | США F9, Маунт-Плезант         | Ф'ючерс    | Тверде   | Грант Дойл      | Ґевін Сонтаґ Джеррі Турек              | 6–7(3–7), 5–7 |